# Justin Van Cleemputte
Justin Auguste Van Cleemputte (Gent, 23 juli 1842 - 9 januari 1926) was een Belgisch volksvertegenwoordiger.

## Levensloop
Van Cleemputte was een zoon van Charles Van Cleemputte en van Joséphine Massa. Hij trouwde met Louise Van Ackere. 
Hij promoveerde tot doctor in de rechten (1864) aan de Katholieke Universiteit Leuven en vestigde zich als advocaat aan de balie van Gent. Hij was stafhouder in 1890-1891 en 1906-1908. Hij was ook ondervoorzitter van de Belgische Federatie van advocaten.
Hij werd verkozen in juni 1886 tot katholiek volksvertegenwoordiger voor het arrondissement Gent en vervulde dit mandaat tot in 1919.
Hij was verder ook:
- medestichter en ondervoorzitter van de Hoge Raad voor de Arbeid,
- lid van de onderzoekscommissie over problemen van internationaal privaat recht,
- voorzitter van de commissie betreffende de arbeidsongevallen,
- voorzitter van de commissie over de landbouwwetgeving,
- erevoorzitter van de Federatie van ziekenkassen in Oost-Vlaanderen.